# Инза
Инза (рус. Инза) град је у Русији у Уљановској области. Према попису становништва из 2010. у граду је живело 18803 становника.

## Становништво
| 1939.  | 1959.  | 1970.  | 1979.  | 1989.  | 2002.  | 2010.  |
| ------ | ------ | ------ | ------ | ------ | ------ | ------ |
| 14.237 | 18.612 | 19.060 | 20.320 | 23.509 | 20.288 | 18.803 |